# Lords of Karma
Lords of Karma est un jeu vidéo de type fiction interactive publié par Avalon Hill en 1981 sur Apple II, Atari 8-bit, Commodore PET et TRS-80. Il est le premier jeu d’aventure publié par Avalon Hill. Il se différencie des autres fictions interactives de l’époque en donnant au joueur l’objectif de gagner sa place au paradis, en faisant preuve de charité et de courage, plutôt que de rechercher un trésor. Les actes du joueur lui rapportent ainsi des points de karma et lorsque son score dépasse 200, il est directement envoyé au paradis. L’aventure débute dans le centre de Golconda, une ville fortifiée entourée de forêts, puis le joueur est libre d’explorer les différents royaumes du jeu. Le joueur contrôle son personnage via une interface en ligne de commande par l’intermédiaire de laquelle il écrit des phrases courtes de deux mots, généralement constituées d’un verbe et d’un nom.

## Système de jeu
Lords of Karma est un jeu d'aventure textuel qui se déroule dans un monde médiéval-fantastique dans lequel le joueur incarne un personnage qui tente de gagner sa place au paradis. Il doit pour cela accumuler des points de karma en accomplissant de bonnes actions comme éliminer un monstre, sauver une princesse ou faire un don à une œuvre de charité. Il doit à l’inverse éviter de réaliser de mauvaises actions car elles lui font perdre des points de karma. L’aventure débute dans le centre de Golconda, une ville fortifiée entourée de forêts et située près d’un océan. Le joueur est ensuite libre d’explorer les régions alentour. Il contrôle son personnage par l’intermédiaire d’une interface en ligne de commande qui lui permet de donner des instructions au héros. Ces instructions sont généralement constituées d’un verbe suivi d’un nom qui désigne le personnage ou l’objet auquel il doit s’appliquer.  La commande « look » (pour regarder) permet notamment de se renseigner sur ce qui se trouve aux alentours et les ordres de déplacement peuvent être donnés en écrivant simplement la première lettre de la direction (nord, sud, est ou ouest) à prendre. Pour gagner, le joueur doit accumuler plus de 200 points de karma afin de gagner sa place au paradis. Si son personnage meurt, perd tous ses objets mais conservent les points de karma accumulés par ses précédents incarnations. Si son karma est positif, il ressuscite immédiatement au sommet d’une montagne mais s'il est négatif, il doit d’abord passer par le purgatoire avant de ressusciter.

## Développement et publication
Lords of Karma est programmé en langage machine. Il est le premier jeu d'aventure édité par Avalon Hill. Il est publié en 1981 sur Apple II, Commodore PET et TRS-80,. Il est alors uniquement disponible au format cassette, cassette qui contient les trois versions du programme. Il est porté sur Atari 8-bit en 1981.